# 犹太人在拉脱维亚的历史
犹太人在拉脫維亞的历史能追溯到建成于1571年的位于皮尔泰内的首个犹太人定居点。大北方戰爭之後，拉脱维亚人口大幅减少，境內的猶太人也受到波及。18世纪，拉脱维亚的犹太人社群完成重建，新移民主要来自普魯士。
拉脱维亚独立后，拉脱维亚境內的犹太人组建政党，进入拉脱维亚议会。當時犹太人父母有权送孩子进入以希伯来语为教学用语的学校。
第二次世界大战蘇聯吞併拉脫維亞後，只占拉脱维亚总人口5%的犹太人却在被驱逐者总数中占比12%。巴巴羅薩行動後納粹德國佔領拉脫維亞，因而拉脱维亚犹太人口的80%都在納粹大屠殺中遭杀害。